# .ci
ci. هو نطاق إنترنت من صِنف مستوى النطاقات العُليا في ترميز الدول والمناطق، للمواقع التي تنتمي لكوت ديفوار (ساحل العاج).